# Aleksej Fëdorovič Adašev
Aleksej Fëdorovič Adašev (Алексей Фёдорович Адашев; tra il 1510 e il 1520 – Dorpat, 1560) è stato un politico russo, ministro dello zar Ivan IV.

## Biografia
Nominato ministro nel 1547, dopo i tumulti popolari e l'incendio di Mosca, con l'arciprete Silvestro istituì un governo collegiale o "Eletto consiglio", poi integrato da prikazy o ministeri, da lui stesso presieduto.
Ripristinò lo Zemskij Sobor o Consiglio territoriale, introdusse una sorta di costituzione, riformò l'esercito nel senso di posporre i privilegi nobiliari ai meriti di servizio, istituì tribunali, riordinò il fisco, contribuendo a concentrare nelle mani dello zar Ivan IV un potere sempre più vasto. In politica estera propugnò l'espansione a Oriente con la conquista dei canati di Kazan' e di Astrachan'.
L'avversione della zarina Anastasija Romanovna Zachar'ina e della sua famiglia (Zacharin e poi Romanov), gli insuccessi contro la Polonia e l'ordine di Livonia determinarono la sua disgrazia. Inviato nel 1558 e nel 1560 come ambasciatore in Polonia e nel 1559 in Danimarca, fu imprigionato nel castello di Dorpat, dove morì.